# رانت

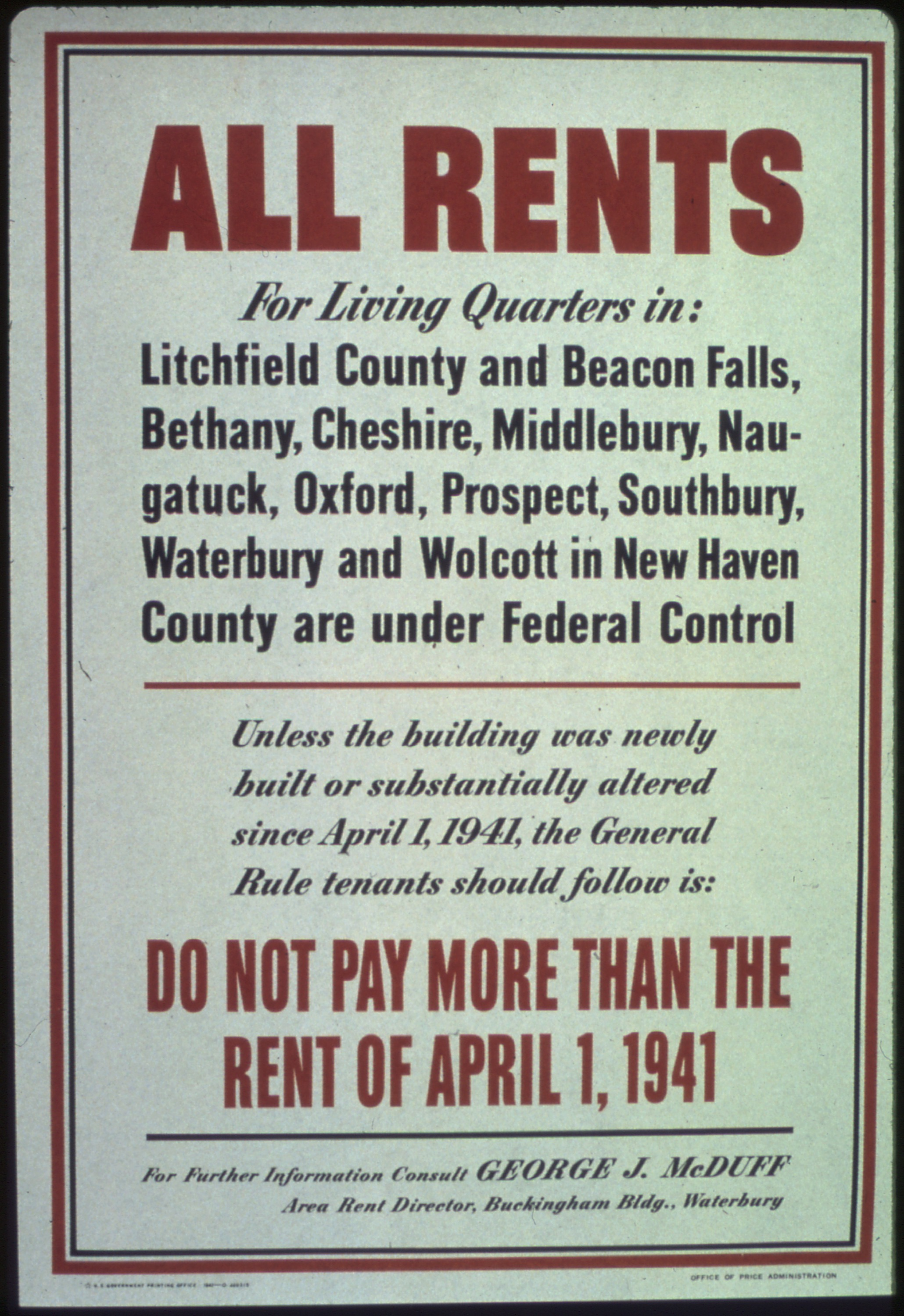
رنت یا رانت

رانت در اقتصاد عبارت از هرگونه پرداخت به مالک یا تولیدکننده است، که مازاد بر هزینه مورد نیاز به اضافهٔ سود مربوط برای آوردن آن به چرخه تولید باشد. به عنوان مثال به دلیل محدودیت ساختاری برخی منابع مانند زمین، عرضهٔ آن‌ها به شدت غیر کششی بوده و با افزایش بها، امکان افزایش عرضهٔ آن‌ها در کوتاه مدت و بلند مدت وجود ندارد. در نتیجه، افزایش درخواست، منجر به افزایش بها و درآمد دارندهٔ منابع یا تولید کنندهٔ کالا می‌شود.
در ادبیات سیاسی، شرایطی که امتیاز یا انحصار خاصی برای تولید کنندهٔ خاصی در نظر گرفته می‌شود، که دیگران نمی‌توانند از آن بهره‌مند باشند، عرضهٔ آن محصول محدود خواهد بود و در نتیجهٔ افزایش تقاضا، قیمت‌ها افزایش یافته و رانت اقتصادی را نصیب آن تولیدکننده می‌کند.
دریافتی یک عامل اقتصادی در شغل خود باید به حدی باشد که به سمت شغل دیگری نرود. این مقدار دریافت را آلفرد مارشال عایدات انتقالی تولید نامیده‌است. رانت اقتصادی زمانی پدید می‌آید که دریافتی عامل اقتصادی از عایدات انتقالی تولید تجاوز کند. به عبارت دیگر، مقدار اضافی که یک عامل تولید، بیشتر از حداقل مقداری که لازم است در شغل موجود باقی بماند می‌گیرد را رانت اقتصادی گویند.
در مجموع در علم اقتصاد رانت درآمدی است که بی‌تلاش به دست می‌آید. رانت خوارها با استفاده از نفوذ سیاسی و اقتصادی شان یا از طریق آشنایانی که صاحب این نفوذ هستند به صورت غیرقانونی به منابع مالی دست پیدا می‌کنند و به کسب ثروت می‌پردازند. رانت‌خواری پدیده‌ای است که آسیب‌های فراوان اجتماعی و اقتصادی فراوانی برای کشورها به وجود می‌آورد. بنا به نظر اقتصاددانان، درآمدهایی که خارج از فعالیت‌های مولد اقتصادی و با بهره‌گیری از قدرت و نفوذ سیاسی یا اقتصادی صورت می‌پذیرد همیشه به عنوان آفتی برای نظام اقتصادی هر کشوری حساب شده‌است. مصداق بارز این کلام همان «رانت و رانت‌خواری» است.

## واژه‌شناسی
واژهٔ رانت در زبان فارسی برگرفته از واژه (به فرانسوی: Rente) که هم‌معنی واژه (به انگلیسی: Rent) به معنی اجاره است تلفظ می‌شود.
در ادبیات علم اقتصاد، رانت معادل (به انگلیسی: Economic Rent) بوده و با واژه (به انگلیسی: Rent) به معنی اجاره مترادف نیست.

## انواع رانت
رانت‌خواران یا با توسل به عوامل اقتصادی مثل سیاست‌های حمایتی، کنترل قیمت‌ها، محدودیت‌های بازرگانی (رانت اقتصادی) یا با دست‌یابی انحصاری و پیش از موعد به اطلاعات اقتصادی در زمینه‌هایی مثل بازار بورس (رانت اطلاعاتی و قضایی)، یا با بهره‌مندی از توزیع منابع ثروت و قدرت توسط دولت و احزاب (رانت سیاسی)، یا با بهره‌برداری از روابط خویشاوندی، قرار گرفتن در یک گروه یا تشکل خاص (رانت اجتماعی)، ثروت‌های کلانی را حاصل می‌کنند که نتیجهٔ آن را می‌توان توزیع ناعادلانهٔ ثروت و گسترش تبعیض دانست.

## رانت‌خواری در ایران
به گزارش شفافیت بین‌الملل، ایران در سال ۲۰۱۳ به‌لحاظ شفافیت و فساد سیاسی و اقتصادی و اداری و اطلاع‌رسانی در مورد آن، از بین ۱۷۷ کشور مقام ۱۴۴ را به‌خود اختصاص داد. اختلاس ۳ هزار میلیارد تومانی در ایران، اختلاس ۶ میلیارد دلاری، اختلاس ۹۴۰۰۰ میلیارد تومانی مبارکه و ۵ هزار میلیاردی پتروشیمی از نمونه‌های شناخته شده رانت‌خواری در ایران است. مرکز مطالعات لیبرالیسم نیز در گزارش‌های هفتگی خود، در راستای شفافیت برای اقتصاد ایران به بررسی رانت در این کشور می‌پردازد.